# امر به معروف و نهی از منکر در اندیشه اسلامی
امر به معروف و نهی از منکر در اندیشه اسلامی کتابی درباره امر به معروف و نهی از منکر در اسلام نوشته مایکل کوک است . این کتاب برنده جایزه کتاب آلبرت هورانی و جایزه فارابی است. 

## محتوای کتاب
مایکل کوک مقایسه خود در مورد علمای اهل سنت و امامیه (شیعه) در دوران معاصر را با این جمله آغاز می کند که در حالی که سنت اهل تسنن در صورت احترام به میراث (تراث) رو به مرگ می رود، سنت امامیه همچنان پر جنب و جوش است. یکی از دلایل این تفاوت مهم این است که تفکر امامیه در یک کشور (ایران) متمرکز است، در حالی که تفکر اهل سنت هیچ تمرکز جغرافیایی مشابه با جهان تشیع ندارد. علاوه بر این، درگیری بین سید روح الله خمینی و شاه و متعاقب آن انقلاب اسلامی به گونه‌ای جهان امامیه را متحد کرد که هیچ رویداد اخیری جهان سنی را متحد نکرده است. نتیجه این است که علمای سنی بیش از پیش از نظر اجتماعی به هم بی‌ربط (بی ارتباط) می‌شوند در حالی که همتایان امامی آنها پاسخ‌های اسلامی را برای پرسش‌های مدرن به جامعه ارائه می‌کنند.

## نقد
این کتاب در نشریات مختلف نقد و بررسی شده‌است.  